# تشارلي كولينز (سياسي)
تشارلي كولينز (بالإنجليزية: Charlie Collins)‏ هو شخصية أعمال وسياسي أمريكي، ولد في 30 نوفمبر 1962. حزبياً، نشط في الحزب الجمهوري. وقد انتخب عضو مجلس نواب أركنساس.

## وصلات خارجية
- الموقع الرسمي